# Kosei Tani
Kosei Tani (谷 晃生 Tani Kōsei?, Sakai, Osaka, 22 de noviembre de 2000) es un futbolista japonés que juega como guardameta en el F. C. Machida Zelvia de la J1 League.

## Trayectoria

### Clubes
| Club                           | País    | Año       |
| ------------------------------ | ------- | --------- |
| Gamba Osaka                    | Japón   | 2017-2024 |
| Shonan Bellmare (cedido)       | Japón   | 2020-2022 |
| F. C. V. Dender E. H. (cedido) | Bélgica | 2023-2024 |
| F. C. Machida Zelvia (cedido)  | Japón   | 2024      |
| F. C. Machida Zelvia           | Japón   | 2025-     |

## Palmarés

### Títulos internacionales
| Título                                | Club (*)           | País  | Año  |
| ------------------------------------- | ------------------ | ----- | ---- |
| Campeonato de Fútbol de Asia Oriental | Selección de Japón | Japón | 2022 |

(*) Incluyendo la selección.